# بيلييلا كينية
بيلييلا كينية (بالإنجليزية: Belliella kenyensis)‏ هي نوع بكتيريا سلبية الغرام هوائية من جنس بيلييلا، تم عزلها من رواسب بحيرة ألمنتينتا القلوية بالوادي المتصدع الكيني في كينيا.